# 가나가와현 제9구
가나가와현 제9구(일본어: 神奈川県第9区)는 일본의 중의원 선거구이다. 1994년 일본 공직선거법 개정으로 신설되었다.

## 지역
- 가와사키시
  - 다마구
  - 미야마에구 (무코가오카 출장소 관내의 시보쿠혼 정 1-5가)
  - 아사오구

2002년에 다카쓰구가 제9구에서 제18구로 이행. 2017년에 미야마에구의 일부가 제18구에서 본구에 이행하고 있다.